# Oceanska kotlina
V hidrologiji je lahko oceanska kotlina kjerkoli na Zemlji, ki je zalita z morsko vodo, vendar je geološko oceanska kotlina velika geološka kotlina pod morsko gladino. Geološko, obstajajo tudi druge podvodne geomorfološke značilnosti, kot so kontinentalne police, globoki oceanski jarki in podmorska gorovja (na primer greben sredi Atlantika in Havajske cesarske podvodne gore), ki se ne štejejo za del oceanskih kotlin. Hidrološko pa oceanske kotline vključujejo spremljevalne kontinentalne police in plitvine ter notranja morja.

## Zgodovina
Starejše reference (npr Littlehales 1930)  upoštevajo oceanske kotline kot dopolnilo celin, nastale s poznejšo z erozijo in s sedimenti ki končajo v morskih kotlinah. Več sodobnih virov (npr Floyd 1991)  obravnavajo oceanske kotline bolj kot bazaltne ravnice, kot pa sedimentne usedline, saj se sedimentacija pojavlja najbolj na kontinentalnih policah in ne v geološko opredeljenih oceanskih bazenih. 
Hidrološko so nekatere geološke kotline nad in pod morsko gladino, kot je Maracaibski zaliv v Venezueli, čeprav geološko ne šteje med oceanske kotline, saj je na epikontinentalnem pasu in se tvori ob kontinentalni skorji.
Zemlja je edini znani planet v sončnem sistemu, kjer je hipsografija (grafični prikaz poprečnih višin in globin na površini Zemlje) značilna za različne vrste skorje, oceansko skorjo in kontinentalno skorjo.  Oceani pokrivajo 70% zemeljske površine. Ker oceani ležijo nižje od celin, od nekdaj služijo kot sedimentni bazeni, ki zbirajo usedline erodirane od celin, znanih kot klastični sedimenti, kot tudi usedline iz padavin. Oceanske kotline služijo tudi kot odlagališča za skelete karbonatov in silicijevega dioksida, ki ga izločajo organizmi, kot so koralni grebeni, diatomeje, radiolarije in foraminifere.
Geološko se lahko oceanska kotlina aktivno spreminja po velikosti ali je lahko relativno, tektonsko neaktivna, odvisno od tega ali gre za gibljivo tektonsko ploščo, ki meji z njo. Elementi aktivne - in rastoče - oceanske kotline vključujejo povišanje srednje-oceanskega grebena, spremljevalni abisalni hribi, ki vodijo do abisalnih ravnic. Elementi aktivne oceanske kotline pogosto vključujejo oceanski jarek, povezan s subdukcijsko cono.
Atlantski ocean in Arktični ocean sta dobra primeri aktivnih, rastočih oceanskih kotlin, medtem ko se v Sredozemskem morju te krčijo. Tihi ocean je tudi aktiven, krčijo se oceanske kotline, čeprav ima tudi greben, ki se širi in oceanske jarke. Morda najboljši primer neaktivne oceanske kotline je Mehiški zaliv, ki je nastala v času jure in je neaktivna, ampak samo zbira usedlin.  Aleutska kotlina  je še en primer relativno neaktivne oceanske kotline. Japonska kotlina v Japonskem morju, ki je nastala v miocenu, je še vedno tektonsko aktivna, čeprav so bile nedavne spremembe relativno blage. 